# Summersville (Nyugat-Virginia)
Summersville település az Amerikai Egyesült Államok Nyugat-Virginia államában, Nicholas megyében, melynek megyeszékhelye is. Lakosainak száma 3431 fő (2020. április 1.).

## Népesség
A település népességének változása:

| 2010 | 3 572 |
| 2020 | 3 431 |